# Lorenzo Pagni
Lorenzo Pagni (Pescia, 1490 – Firenze, 30 maggio 1568) è stato un notaio, politico e diplomatico italiano.

## Biografia
Lorenzo nacque a Pescia nel 1490 da Andrea Pagni e da Piera.
Essendo parte del patriziato pesciatino, ebbe modo di studiare e successivamente ottenere la qualifica di notaio presso Roma. Tale professione venne esercitata a partire dal 15 marzo 1507. Oltre all'esercizio notarile Lorenzo ricoprì anche incarichi pubblici.
Intorno al 1517 sposò Lisa di Giovan Michele da Sesto. Dal matrimonio nacquero almeno cinque figli, tra i più illustri ritroviamo Baldassarre, divenuto canonico e priore, Gherardina, data in sposa a Girolamo Orlandi (membro della famiglia Orlandi) e Piera, data in sposa a Giovanni Brunetti.
Nel 1519 presso Fucecchio Lorenzo assunse la carica di cancelliere.
Per conto del comune di Pescia divenne priore nel novembre del 1527 e successivamente nel novembre del 1529 assunse l'incarico di membro dei Collegi.
Il 28 marzo 1539 Lorenzo divenne conte palatino e successivamente poté fregiarsi del titolo di segretario mediceo.
Nella sua lunga carriera svolse anche la mansione di diplomatico per conto di Alessandro de' Medici e Cosimo I de' Medici.
Morì a Firenze il 30 maggio 1568 a causa della peste e venne sepolto nella Basilica di Santa Maria Novella.

## Curiosità
- Lorenzo Pagni è stato ritratto da Giorgio Vasari intorno al 1548.[1]